# Aeroportul Mackinac Island
Aeroportul Mackinac Island (IATA: MCD, ICAO: KMCD, FAA LID: MCD) este un aeroport din Michigan, Statele Unite ale Americii ce deservește zona Mackinac Island⁠(d). Aeroportul a fost tranzitat în 2019 de 12 pasageri. A fost numit după zona deservită.
Situat la o altitudine de 225 m, aeroportul dispune de 1 pistă.

## Infrastructură

### Piste
Aeroportul dispune de o singură pistă. Pista 08/26 are dimensiunile 3.501 picioare × 75 picioare. 